# Koffi Bouah
Koffi Davy Mahindé Bouah (ur. 20 września 1986 w Bouaké) – iworyjski piłkarz grający na pozycji napastnika. W swojej karierze rozegrał 9 meczów i strzelił 3 gole w reprezentacji Wybrzeża Kości Słoniowej.

## Kariera klubowa
Swoją piłkarską karierę Bouah rozpoczął w klubie ASEC Mimosas. W sezonie 2010 zadebiutował w jego barwach w pierwszej lidze iworyjskiej. W debiutanckim sezonie wywalczył z nim mistrzostwo Wybrzeża Kości Słoniowej. W sezonie 2011 zdobył z nim Puchar Wybrzeża Kości Słoniowej. W sezonie 2012 grał w Issia Wazy FC, a następnie wrócił do ASEC Mimosas. W sezonie 2012/2013 został z nim wicemistrzem kraju oraz sięgnął po krajowy puchar. Puchar Wybrzeża Kości Słoniowej wygrał również w sezonie 2013/2014. W latach 2014–2016 występował w AS Tanda, z którym wywalczył dwa mistrzostwa kraju w sezonach 2014/2015 i 2015/2016. W latach 2016–2018 grał w marokańskim Maghrebie Fez, a w latach 2018-2020 w innym marokańskim klubie, Olympic Safi. W sezonie 2020/2021 był zawodnikiem saudyjskiego Al-Rawdhah Club, w którym zakończył karierę.

## Kariera reprezentacyjna
W reprezentacji Wybrzeża Kości Słoniowej Bouah zadebiutował 27 lipca 2013 w wygranym 2:0 meczu Mistrzostw Narodów Afryki 2014 z Nigerią, rozegranym w Abidżanie. Od 2013 do 2016 wystąpił w kadrze narodowej 9 razy i strzelił 3 gole.